# 728

## Догађаји
- Карло Мартел је интервенисао у Баварској, а затим у Саксонији. Он је поново заузео Тирингију од Саксонаца, али није могао да преузме контролу над Баварском, која је остала под влашћу војводе Хугберта. Ови последњи су, међутим, морали да уступе Францима властелин Инголштат и Лаутерхофен, као и цео западни део Нордгауа.
- Цар Лав III је послао новог егзарха, Евтихија, да смири Италију, док је Равена била у рукама лангобардског краља Лујитпранда. Искрцао се у Напуљу, али није могао ништа без трупа, поготово што су лангобардски војводе Трасамунд Il од Сполета и Ромуалд Il од Беневента, који су се побунили против свог краља, подржали папу. Евтихије није успео да их помири. Послао је агента у Рим да изврши атентат на папу Гргура Il, али је завера откривена.
- Васил ибн Ата (око 700-748), ученик Хасана ал-Басрија, основао је мотазилизам, раскид са ортодоксним исламом. Он је негирао божанску концепцију Курана и осудио политеизам догме о Тројству. Он је супротставио слободну вољу божанском веровању у Промисао.
- У данашњем Тунису, завршетак друге кампање реконструкције Велике џамије у Керуану, прве и најважније џамије у Магребу, коју је наредио Хишам, халифа Дамаска, а надгледао њен гувернер Бишр Ибн Сафван (од 724. године).